# Golden State Warriors 1996-1997
La stagione 1996-97 dei Golden State Warriors fu la 48ª nella NBA per la franchigia.
I Golden State Warriors arrivarono settimi nella Pacific Division della Western Conference con un record di 30-52, non qualificandosi per i play-off.

## Risultati
| Squadra                | V  | P  | %    | GB |
| ---------------------- | -- | -- | ---- | -- |
| Seattle SuperSonics    | 57 | 25 | 69,5 | -  |
| Los Angeles Lakers     | 56 | 26 | 68,3 | 1  |
| Portland Trail Blazers | 49 | 33 | 59,8 | 8  |
| Phoenix Suns           | 40 | 42 | 48,8 | 17 |
| Los Angeles Clippers   | 36 | 46 | 43,9 | 21 |
| Sacramento Kings       | 34 | 48 | 41,5 | 23 |
| Golden State Warriors  | 30 | 52 | 36,6 | 27 |

## Roster
| N° | Naz.                   | Ruolo | Sportivo         | Anno | Alt. | Peso \|\| |
| -- | ---------------------- | ----- | ---------------- | ---- | ---- | --------- |
| 3  | Stati Uniti (bandiera) | A     | Donyell Marshall | 1973 | 206  | 99        |
| 5  | Stati Uniti (bandiera) | G     | Melvin Booker    | 1972 | 185  | 84        |
| 5  | Stati Uniti (bandiera) | A     | Donald Royal     | 1966 | 203  | 95        |
| 11 | Stati Uniti (bandiera) | G     | B.J. Armstrong   | 1967 | 188  | 79        |
| 12 | Stati Uniti (bandiera) | G     | Bimbo Coles      | 1968 | 185  | 82        |
| 15 | Stati Uniti (bandiera) | G     | Latrell Sprewell | 1970 | 196  | 86        |
| 17 | Stati Uniti (bandiera) | GA    | Chris Mullin     | 1963 | 198  | 91        |
| 21 | Stati Uniti (bandiera) | A     | Lou Roe          | 1972 | 201  | 100       |
| 23 | Stati Uniti (bandiera) | GA    | Scott Burrell    | 1971 | 201  | 99        |
| 25 | Stati Uniti (bandiera) | G     | Mark Price       | 1964 | 183  | 77        |
| 32 | Stati Uniti (bandiera) | A     | Joe Smith        | 1975 | 208  | 102       |
| 35 | Stati Uniti (bandiera) | A     | Ray Owes         | 1972 | 206  | 102       |
| 44 | Stati Uniti (bandiera) | AC    | Clifford Rozier  | 1972 | 211  | 111       |
| 50 | Stati Uniti (bandiera) | C     | Felton Spencer   | 1968 | 213  | 120       |
| 52 | Stati Uniti (bandiera) | C     | Todd Fuller      | 1974 | 211  | 116       |
| 55 | Stati Uniti (bandiera) | AC    | Andrew DeClercq  | 1973 | 208  | 104       |

## Staff tecnico
- Allenatore: Rick Adelman
- Vice-allenatori: John Wetzel, Rod Higgins, George Irvine
- Preparatore atletico: Tom Abdenour
- Preparatore fisico: Mark Grabow